# Allan Ramsay (konstnär)

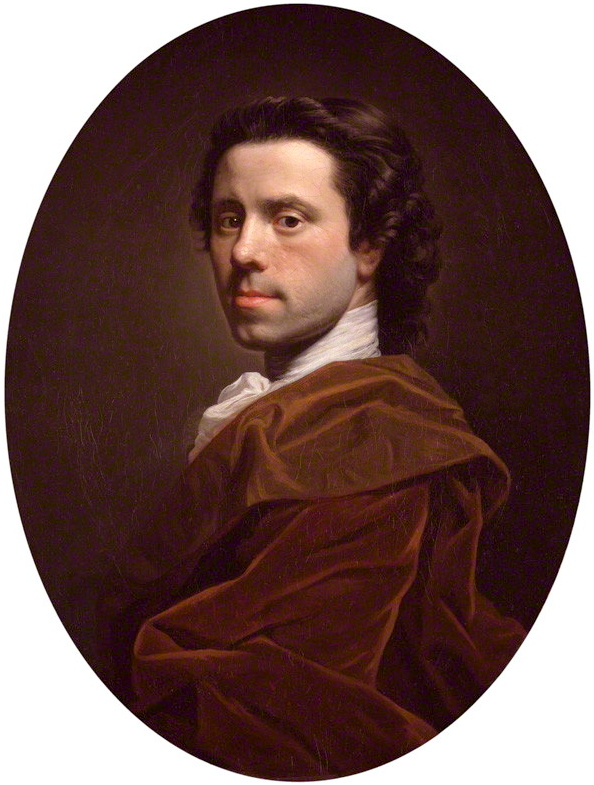
Allan Ramsay, självporträtt omkring 1738.

Allan Ramsay, född den 13 oktober 1713 i Edinburgh, död den 10 augusti 1784 i Dover, var en skotsk porträttmålare. Han var son till poeten Allan Ramsay.
Ramsay stiftade 16 år gammal Sankt Lukasakademien, som snart upphörde, besökte London 1734 och Italien första gången 1736. Han var från 1739 verksam i Edinburgh och från 1752 i London, där han 1767 blev hovmålare hos Georg III, en befattning, som han inte alls passade för. Han var en tillbakadragen och sökande natur utan mycket självförtroende och nådde aldrig det erkännande hans konst förtjänade. Han är representerad i skotska nationalgalleriet av ett porträtt av sin hustru (i halvfigur) och i Irlands nationalgalleri av ett mansporträtt. I Holland House fanns dambilder av hans hand. Hans rykte inför eftervärlden skadades svårt av, att många dåliga målningar falskeligen blev utgivna som arbeten av hans hand. Som författare uppträdde han med en essay, Investigation (1762).
Ramsay var abolitionist.